# Preciosa (společnost)
Preciosa, a. s. je český výrobce křišťálového skla sídlící v Jablonci nad Nisou. Navazuje na staletou tradici sklářských společností v Jablonci nad Nisou, jejichž sloučením v roce 1948 vznikla. Produkty firmy jsou křišťálové komponenty a šperkové kameny z kubické zirkonie. V rámci Skupiny Preciosa se dále vyrábí tradiční české perle a perličky, dekorativní i technické sklo, křišťálové šperky a dárky, křišťálové lustry a světelná řešení a v neposlední řadě také skleněné zátky.
Skupina Preciosa sdružuje v současné době firmy Preciosa, a.s., Preciosa – Lustry, a. s. (= Preciosa Lighting), Preciosa Beauty, s.r.o., Preciosa Ornela, a.s., VINOLOK, a. s., a IT společnost Pregis.
Do roku 2024 byla Preciosa také stoprocentním vlastníkem fotbalového klubu Slovan Liberec.
V období komunistického režimu v Československu byli nuceni pro firmu, jejímž ředitelem byl Ludvík Karl, pracovat v nelidských podmínkách vězni-otroci, a to v podmínkách, které sami političtí vězni věznice Minkovice, která byla součástí továrny, přezdívali Dachau-Minkau. Po Sametové revoluci Ludvík Karl firmu Preciosa postupně zprivatizoval a baráky, ve kterých živořili vězni, byly zbourány. 

## Slovo Preciosa
Slovo Preciosa je odvozeno z ženského rodu latinského přídavného jména pretiosus, které znamená  1.cenný, drahocenný, drahý, vzácný, výjimečný nebo bohatý, 2. drahý ve smyslu nákladný, co mnoho stojí.

## Značka Preciosa
- Preciosa byl český zlatnický a klenotnický podnik v Turnově, který vznikl  v roce 1950 po znárodnění z firmy František Šlechta. Po roce 1990 se výrobní sortiment závodu a sídla proměnily.[5]
- Preciosa je v současné době výrobní a obchodní ochranná známka, registrovaná v České republice a dalších více než 50 zemích světa.

## Preciosa v současnosti

### Produkty

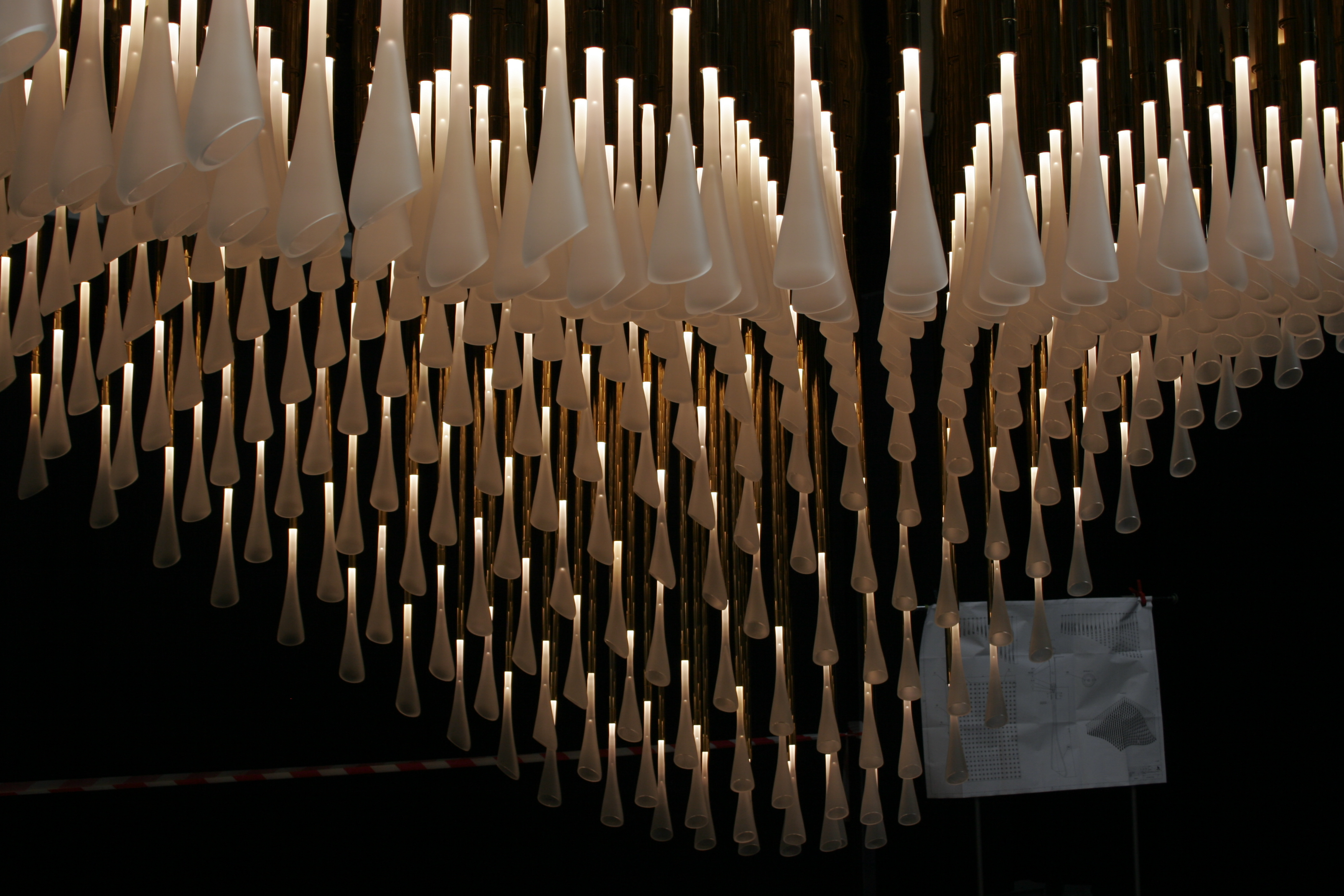
Ukázka výrobku Preciosa během Mezinárodního sympozia sklářství v Kamenickém Šenově

Preciosa je známá výrobou produktů z křišťálového skla. Toto sklo taví Preciosa ve vlastních sklářských hutích. Historicky se jednalo zejména o olovnatý křišťál, který obsahuje průměrně 30 % olova pro dosažení vysokého třpytu. V roce 2013 vyšla společnost Preciosa vstříc poptávce na světových trzích a začala vyrábět bezolovnatý křišťál (obsah olova < 0,009), který odpovídá nejvyšším standardům kvality a ekologické certifikace. V roce 2019 představila také první odstín červené barvy bez kadmia s názvem Red Velvet.
Preciosa, a. s., se sídlem v Jablonci nad Nisou vyrábí především křišťálové komponenty využívané v textilním, obuvnickém či bižuterním průmyslu. Mezi nejprodávanější strojně broušené kameny patří šatony, tvarové kameny, šatonové růže, nažehlovací kameny s plochým spodkem, broušené perle a další křišťálové komponenty.
Kameny z kubické zirkonie pro výrobu šperků dodává Preciosa, a. s., na trh od roku 2002. Kameny o velikosti 0,6 – 3 mm v brusírenském tvaru diamant a briliant, jako i jiné tvary do velikosti 1 cm, se vyrábějí v Jablonném v Podještědí. Šperkové kameny se mimo kubická zirkonie brousí i z materiálu nazývaného NanoGems, lze brousit kameny i z korundu nebo naopak z měkkého markazitu (pyrit). Kubická zirkonie a Nanogems se vyrábí v desítkách barev a odstínů.
Preciosa – Lustry, a.s. se sídlem v Kamenickém Šenově navazuje na slavnou tradici výroby lustrů, která se datuje od roku 1724. Vyrábí klasické ověskové lustry (např. slavné lustry Marie Terezie) i moderní svítidla. Projektuje a dodává kompletní osvětlení nejrůznějších reprezentativních prostor na zakázku do mnoha zemí světa. Jedná se o umělecká díla pro soukromé rezidence, jachty nebo hotely, jako např. Mandarin Oriental Jumeirah hotel v Dubaji.
Preciosa Beauty, s.r.o. (Jablonec nad Nisou) se specializuje na výrobu exkluzivní bižuterie, dekorací a dárků především z českého broušeného skla, kamenů kubické zirkonie a také skleněných perliček.
Preciosa Ornela, a.s. se sídlem v Zásadě a Desné, vyrábí široký sortiment českých sklářských výrobků od skleněných tyčí a tyčinek, technického a užitkového skla po všechny druhy skleněných perliček a perlí. Sortiment perlí a perliček prodává pod značkou PRECIOSA Traditional Czech Beads™, kterou zaručuje široký sortiment barev, tvarů a velikostí. Sklo rozvíjí pod značkou PRECIOSA Traditional Czech Glass™. Mezi nejvýznamnější komoditu řadí rokajl (drobné sekané a kulacené perličky).
VINOLOK, a. s., také sídlí v Jablonci nad Nisou a jejím hlavním artiklem jsou skleněné zátky různých rozměrů, barev a dekorů, které používají vinaři a výrobci alkoholických nápojů z celého světa.

### Veřejná činnost
Firma založila v roce 1993 Nadaci Preciosa, která pomáhá především neziskovému sektoru a jednotlivcům v regionu. Na celostátní úrovni je známá také svou podporou vědy a výzkumu a svou péčí o odborné vzdělávání.
Nadace podpořila během prvních 25 let fungování především lokální projekty v Křišťálovém údolí zhruba 250 miliony korun. Částka každým rokem narůstá o několik milionů.
Prostředky rozděluje Nadace Preciosa prostřednictvím sedmi hlavních fondů – zdraví, vědy a výzkumu, tělovýchovy a sportu, školství a vzdělávání, kultury a umění, ekologie a životního prostředí a individuální pomoci. Tradičními místy, která Nadace Preciosa podporuje, jsou například školy, z nichž následně Preciosa může čerpat odborníky – Vysoká škola chemicko-technologická v Praze nebo některé ze středních škol na Liberecku a Jablonecku. Nadace se také dlouhodobě věnuje podpoře Zoo Liberec, která mohla z darů vybudovat expozici pro ohrožené koně Převalského, přístřešek pro občerstvení a také pravidelně pořádat akce pro veřejnosti. Nadace ovšem podporuje i jednotlivce s hendikepem. Ti jí posílají své příběhy a nadace se rozhodne, koho může podporovat.
Preciosa byla národním partnerem FIS Mistrovství světa v klasickém lyžování Liberec 2009 a navrhla a vyrobila křišťálové trofeje pro vítěze.
Preciosa podporuje i další instituce a projekty napříč různými odvětvími. Pravidelně se účastní akce UNICEF Adoptuj panenku a zachraň dítě. Perličky z divize Ornela využívá Safari Park Dvůr Králové v úspěšném projektu BeadWORKS. Safari Park nákupem korálků podporuje udržitelné podnikání místních komunit v Keni. Díky zisku z prodeje korálků mohou Samburové nebo Turkanové žít šetrněji k přírodě a v rezervacích chránit ohrožené živočichy.
Prostřednictvím limitované kolekce triček s motivem nosorožce vyvedeném z křišťálů firma Preciosa podpořila v roce 2019 módní návrhář Jiří Kalfař transport pěti nosorožců dvourohých ze Dvora Králové do národního parku Akagera ve Rwandě.
Preciosa údajně podporuje studenty designových škol nebo projekty se sociální odpovědnosti jako je např. Metráž, nízkoprahová pracovní dílna pro ženy, které se ocitly v tísnivé sociální situaci. V dílně vznikají hlavně designové doplňky a móda, které spoluvytvářejí ženy ohrožené sociálním vyloučením, násilím, bezdomovectvím, chudobou a dalšími negativními jevy.

### Ekologie a udržitelnost
Preciosa, a.s. se dlouhodobě věnuje aktivitám, které podporují udržitelnou výrobu. Od roku 2010 Preciosa snížila spotřebu vody na polovinu, drží několik certifikací (ASTM F2923, CPSIA, REACH, ASTM F963, OEKO-TEX Standard 100, RoHS, CPSC 16 CFR 1303, certifikaci o Bezpečnosti hraček) a její produkty jsou 100% vyrobené v České republice. V roce 2018 uvedla na trh první červenou barvu bez obsahu kadmia – Red Velvet, v roce 2024 následovala barva Acid Yellow. Dalším ekologickým produktem jsou šatonové růže v barvě Mesmera, která vznikla recyklací elektromagnetického odpadu. 

### Podpora mladých talentů
Dlouhodobě se také Preciosa angažuje v podpoře mladých talentů jak v České republice, tak v zahraničí, a to v rámci iniciativy RE/nventory, která si klade za cíl využít deadstockové zásoby produktů. Recyklace již vyrobených křišťálových komponent je velmi problematická, proto produkty, které jsou neprodejné, nabízí Preciosa k využití studentům vysokých módních, designových a uměleckých škol. Dává jim tak příležitost pracovat s exkluzivním materiálem, který by pro ně jinak nebyl běžně dostupný. Preciosa v tomto programu dlouhodobě spolupracuje s londýnskou Central Saint Martins, pařížským Institut Francais de la Mode či pražskou UMPRUM.
Další aktivitou v rámci podpory mladých kreativců je soutěž Master of Crystal. Každý rok si její organizaci vezme na starost jiná divize ze skupiny Preciosa, šance na zviditelnění se dostává tedy každému začínajícímu profesionálovi z širokého spektra oborů od sklářství, design, módu až po umění a další přidružené specializace. 

### Světové týdny módy
Křišťálové komponenty pravidelně zdobí ty nejprestižnější kolekce světově významných módních návrhářů jak z řad ready-to-wear, tak haute couture, tzv. vysoké krejčoviny. Křišťál Preciosa zkrášluje také světové pop celebrity, jako je např. Paris Hilton, Shakira, Kim Kardashian, Taylor Swift, Beyoncé, Nicki Minaj nebo Katy Perry.

## Historie

### Počátky průmyslu
Historie výroby skla v severních Čechách se píše od 14. století. Od 18. století se zde rozvíjí k dokonalosti umění tvarování a broušení skla a v 19. století se Jablonecko stává světovým centrem bižuterního průmyslu.
Roku 1724 byla v Práchni u Kamenického Šenova založena první továrna na výrobu a vývoz křišťálových lustrů. Od roku 1725 zdobí české lustry například královské paláce ve Versailles a Fontainebleau, sídla osmanského sultána Osmana III. i ruské carevny Alžběty I. V roce 1743 vytvořili čeští sklářští mistři nádherný lustr na počest korunovace Marie Terezie, který dodnes nese její jméno.
Činnost bižuterních a sklářských firem, které vznikaly a prosperovaly na severu Čech hlavně na přelomu 19. a 20. století, byla přerušena druhou světovou válkou.

### Znárodnění
Po válce, v roce 1945 se spojilo sedm nejvýznamnějších a 18 menších podniků v jabloneckém regionu a vytvořilo tak základ skupiny Preciosa. 10. dubna 1948 byla oficiálně zapsána jako Společnost Preciosa. Její název se v průběhu let měnil na Jabloneckou bižuterii (1953 – 1958), Brusírny kamenů (1958 – 1966) a zpět na Preciosu (od roku 1966).

### Otrocké vykořisťování během komunistické totality
Státní podnik Preciosa v době komunistického režimu formálně zaměstnával vězně, doopravdy se však jednalo o otrocké vykořisťování. Vězni, v mnoha případech političtí vězni, zde museli pracovat v nelidských podmínkách, které předčily i hrůzy nacistických koncentračních táborů. Například ve věznici Minkovice nebo Plzeň Bory. Poškození a pozůstalí nebyli za týrání nikdy odškodněni a firma Preciosa se nikdy ani nikomu neomluvila (ředitel, který za komunistického režimu týral vězně, byl naopak vyznamenán prezidentem Zemanem.). Propuštění vězni i vychovatelé nesměli pod trestem doživotního uvěznění Minkovicích promluvit o hrůzách, které zde zažili, díky čemuž je ve společnosti existence těchto pracovních zařízení prakticky neznámá. 
| „                                                                                     | Vězni-otroci museli pracovat v otrokářské továrně pana Ludvíka Karla ve 40stupňových vedrech, v poklusu, s jen malými příděly jídla a pod neustálými tresty samovazby v betonové kobce i na několik týdnů, nesplní-li normy. Ty byly záměrně nesplnitelné. Díky této levné pracovní síle měla Preciosa vysoké zisky. | “ |
| — Ing. Petr Hauptmann, architekt, který byl za pokus o emigraci do SRN vězněn 8 let.“ | |   |

Oběti také nemají jediný pomník na místě svého utrpení, kde by se mohly připomínat jejich osudy a pokládat kytice obětem. O hrůzných podmínkách, které ve výrobě panovaly, pojednává román Jana Tománka z roku 2019 - Lustr pro papeže.
Chování vychovatelů při vyžadování plnění norem bylo součástí týrání. 
| „                                              | Koupání se provádí jednou za 10 dní. Teplá voda většinou neteče, nanejvýš vlažná, nebo studená (součást trestu). Prádlo se vyměňuje jednou týdně (ručník, košile, spodky). I v zimě se fasují pouze krátké spodky. Několikrát denně jsou na celách U0 prováděny namátkové kontroly - minimálně 2x, 3x denně- při nichž se musí vězni vysvléci do naha. K prohlídce konečníku používají dozorci gumových rukavic. | “ |
| — Zpráva o poměrech v NVÚ Minkovice, Jiří Wolf | |   |

### Privatizace po roce 1990
V devadesátých letech výroba založená na práci vězňů skončila, provozy se zmodernizovaly. Preciosa byla následně zprivatizována zaměstnanci skrze společnost Princo. Většinu jejich podílů postupně skoupil bývalý ředitel Ludvík Karl.
V roce 1993 byla připojena k Preciose společnost Lustry Kamenický Šenov a.s., největší český výrobce lustrů a osvětlení. V roce 1995 byla založena společnost Preciosa Beauty, s.r.o., která se specializuje na výrobu luxusní bižuterie, figurek a dárků z broušeného křišťálu . V roce 2009 byla připojena ke Skupině Preciosa divize společnosti Jablonex jako Preciosa Ornela, a.s.
Nejmladším členem Skupiny Preciosa je od roku 2011 společnost VINOLOK, a. s., která se specializuje na výrobu a export originálních skleněných zátek Vinolok. V roce 2019 do společnosti vstoupila společnost Amorim, největší světový výrobce korku se sídlem v Portugalsku. Amorim odkoupil celkem 50 % společnosti VINOLOK, a. s.

### Vyznamenání Ludvíka Karla
Skupina Preciosa po privatizaci prosperovala a přispívala k rozvoji regionu, a to i v neziskové oblasti. Majitel Ludvík Karl proto dostal v roce 2015 od prezidenta Miloše Zemana vysoké státní vyznamenání za zásluhy o stát v oblasti hospodářské.

## Galerie

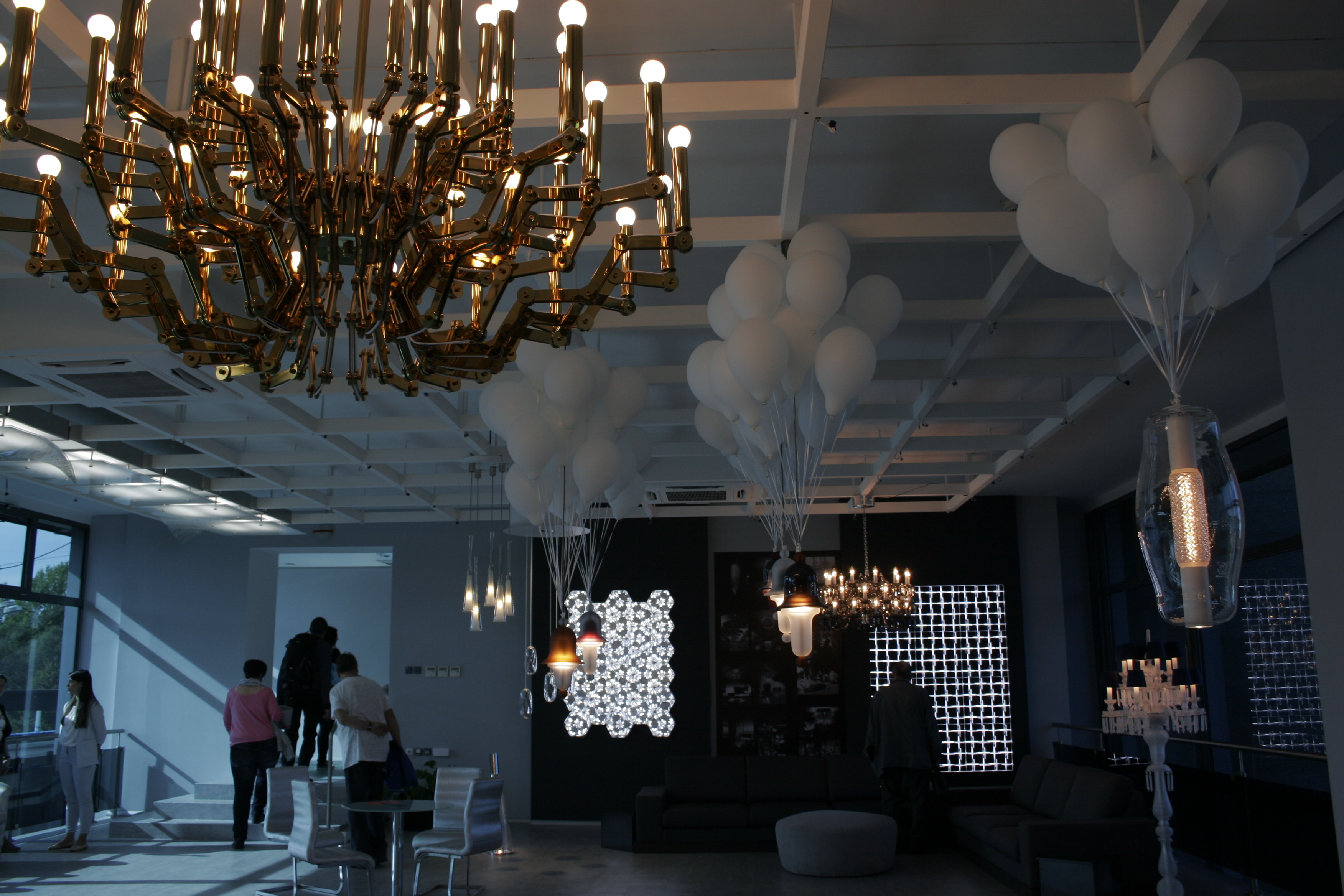
Showroom v Kamenickém Šenově
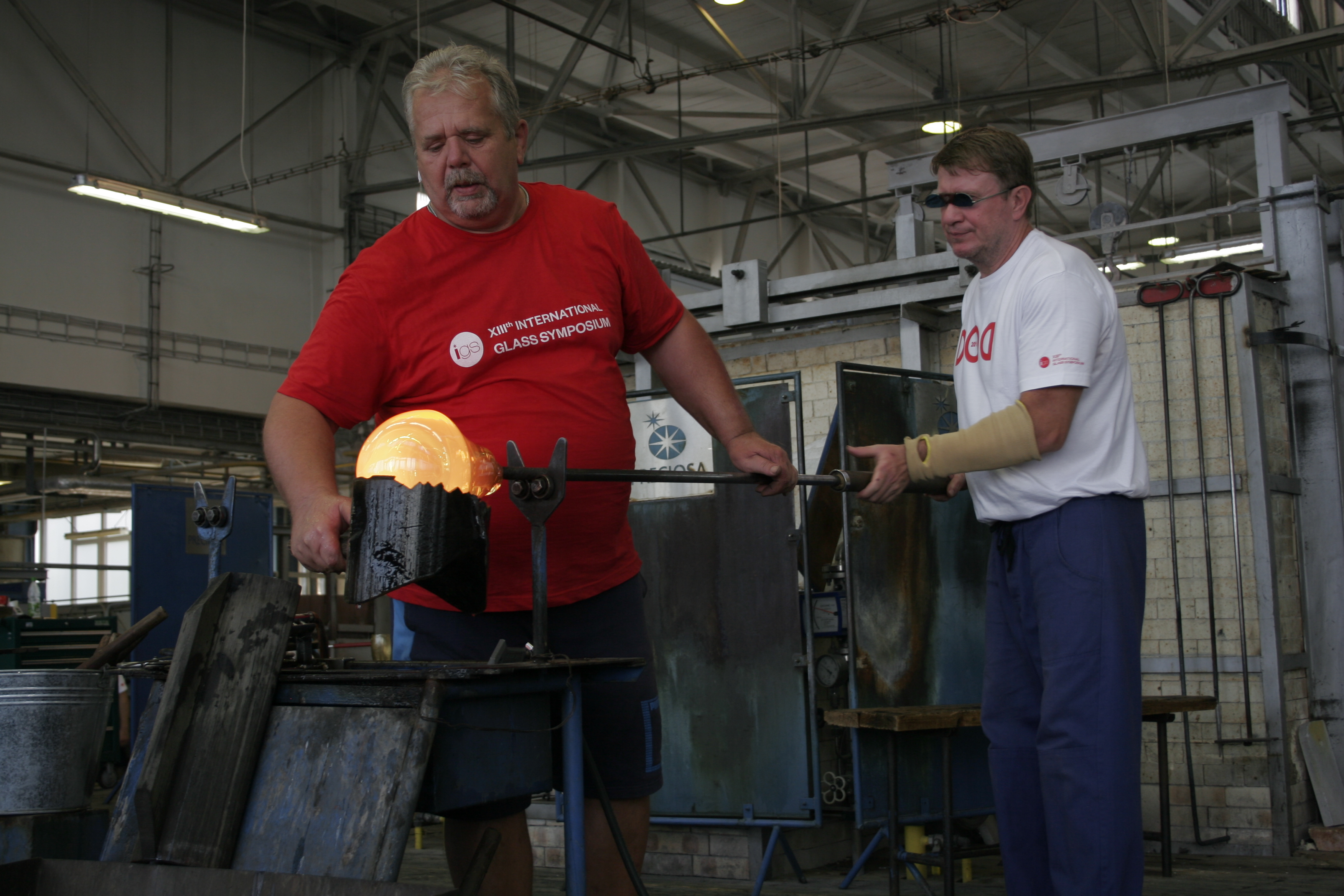
Skláři při práci (Kamenický Šenov)
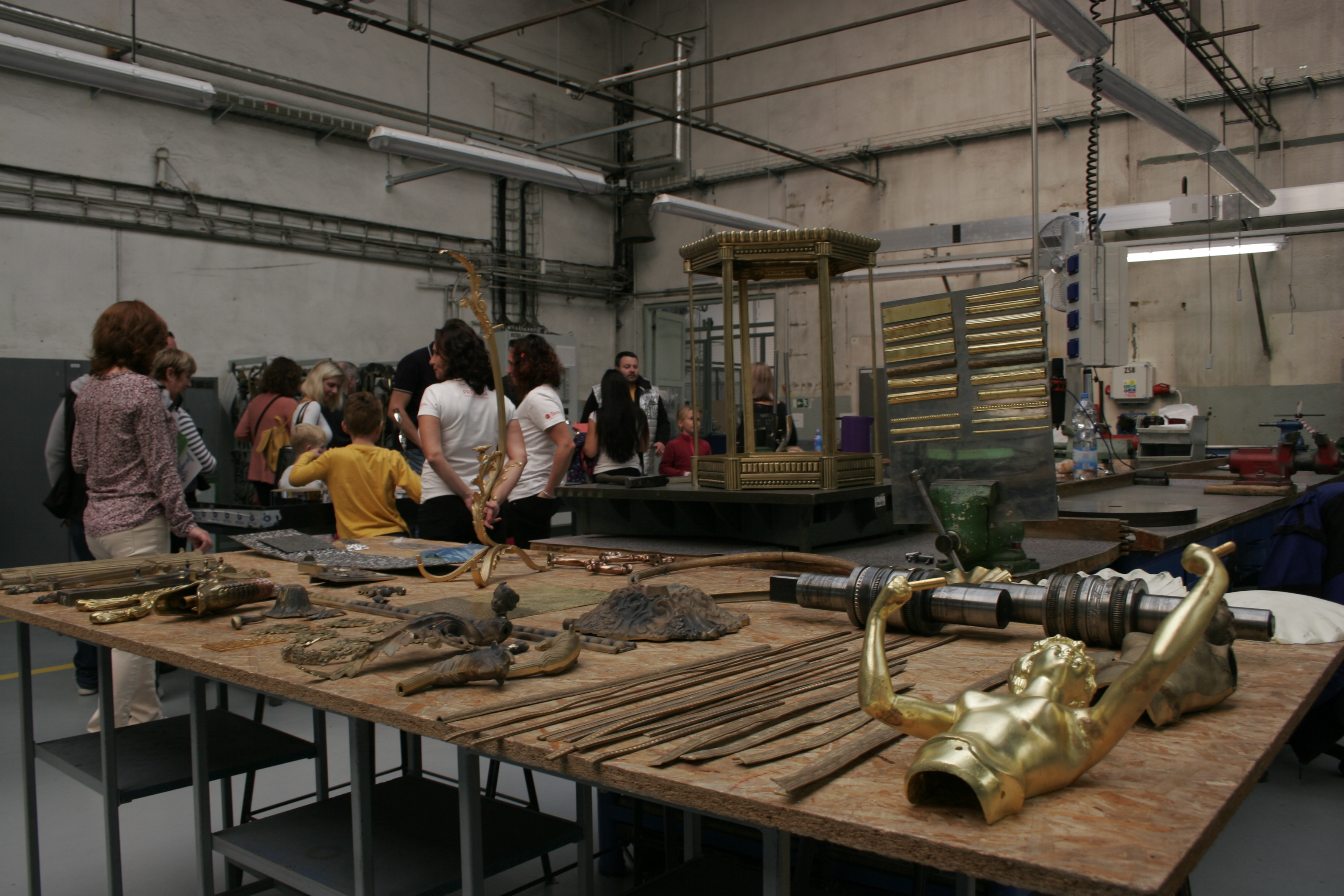
Restaurátorská dílna (Kamenický Šenov)